# Робер Нантский
Робер Нантский (фр. Robert de Nantes, умер 8 июня 1254 года) — латинский патриарх Иерусалима в 1240–1254 годах. 

## Биография

### Происхождение
Робер родом из Сентонжа во Франции, что подтверждается письмом папы Александра IV, отправленным в 1255 году, после смерти Робера, его племяннику Пьеру Вижье, тогдашнему священнику в епархии Сент. Брат Пьера, Гуго, учился в Болонском университете в 1260-х годах вместе с приятелем Жоффруа д’Аршьяком. Пьер также был архипресвитером прихода Аршьяк, а Пьер, Гуго и Жоффруа — все трое епископами Сента. Отца Пьера и Гуго тоже звали Гуго, но ни точное родство с Робером, ни место, ни дата рождения последнего неизвестны.

### В Италии
Согласно Обри де Труа-Фонтену, Робер был епископом где-то в Апулии, откуда его изгнал император Священной Римской империи Фридрих II в какой-то момент до 1236 года.
Возможно утверждать, хотя и не с полной уверенностью, что Робер был неким анонимным епископом Аквино, который участвовал в нашествии на итальянские владения Фридриха по призыву папы Григория IX в 1229 году, пока император находился в крестовом походе. После возвращения Фридриха в Италию епископ Аквино был временно отправлен в ссылку в Монтекассино, а затем вернулся в Аквино по условиям Сан-Джерманского договора 1230 года. Неизвестно, как Робер из Сентонжа оказался в Италии, но возможно, что он учился или преподавал в Болонском университете, как позднее его племянник Гуго. В таком случае Робер мог быть приглашён во время легации в Ломбардии кардинала Уголино, будущего Григория IX, и занимать кафедру епископа Аквино в 1225–1235 годах.

### Епископ Нанта
В 1236 году Григорий назначил его епископом Нанта в герцогстве Бретань. Оказавшись на посту, Робер вступил в конфликт с герцогом Бретани Пьером де Дрё и его сыном Жаном Рыжим, которых обвиняли в присвоении имущества бретонской церкви. Григорий, вероятно, считал Робера подходящим кандидатом из-за его опыта противостояния императору Фридриху. Робер неоднократно жаловался Григорию письменно и в 1238 году лично отправился в Рим. Вероятно, он остался там и больше не возвращался в Нант.
В это время император Фридрих утверждал, что действует как регент Иерусалимского королевства от имени своего малолетнего сына Конрада, чья мать, Изабелла, умерла при родах в 1228 году, будучи королевой Иерусалима. Однако Фридрих был отлучён папой Григорием перед отправкой в крестовый поход 1229 года. Этот поход вернул Иерусалим с помощью десятилетнего перемирия с султаном Египта аль-Камилем. Ожидая окончания перемирия в 1239 году, крестоносцы-бароны, в числе которых был Пьер де Дрё, прибыли на Восток в 1239–1240 годах и смогли удержать контроль над Иерусалимом.

### Иерусалимский патриарх
Примерно в это же время, вероятно в 1238 году, незадолго до прибытия крестоносцев, умер патриарх Иерусалима Жеро де Лозан. Каноники храма Гроба Господня избрали его преемником Жака де Витри, бывшего епископа Сен-Жан-д’Акр, который ещё раньше покинул город и вернулся в Италию. Вторым выбором папы после отказа де Витри стал Ландо, архиепископ Мессины, который в 1239 году сообщил новость императору и получил его поддержку. Но, возможно из-за дружбы с Фридрихом, Ландо так и не был утверждён патриархом. Вместо него 14 мая 1240 года был назначен Робер (вскоре после смерти Жака де Витри 1 мая). Вероятно, причиной выбора снова стал опыт Робера во время конфликта с Фридрихом в Апулии.
Робер остался в Италии с легацией в Генуе, где занимался подготовкой кораблей для перевозки епископов и кардиналов из Франции и Англии в Рим на собор, на котором папа Григорий планировал сместить императора Фридриха. Однако флот был уничтожен в битве при Джильо в 1241 году, а многие епископы попали в плен. Через несколько месяцев умер Григорий. После очень краткого понтификата папы Целестина IV (октябрь–ноябрь 1241) престол оставался вакантным два года, пока Фридрих пытался заставить кардиналов избрать лояльного ему папу. Тупик был преодолён только с избранием папы Иннокентия IV в 1243 году.
Робер, вероятно, оставался в Генуе — родном городе нового папы — и не рисковал отправляться в Северную Италию, находившуюся под контролем императора. Иннокентий подтвердил его назначение патриархом и апостольским легатом в Святой земле, и летом 1244 года Робер наконец прибыл в Сен-Жан-д’Акр. Он совершил паломничество в Иерусалим, но уже в августе город был захвачен хорезмийцами.
Хорезмийцы были союзниками айюбидского султана Египта ас-Салиха Айюба, сына султана аль-Камиля. В ответ Робер и другие лидеры Иерусалимского королевства заключили союз с дамасским эмиром айюбидов ас-Салихом Исмаилом. В октябре 1244 года хорезмийцы и египтяне разгромили франко-сирийскую коалицию в битве при Форбие. По его собственным словам, Робер участвовал в сражении и едва избежал смерти. После этого, когда многие латинские лидеры были убиты или пленены, Робер стал «самым важным человеком в королевстве».
Он взял на себя организацию обороны и попытки убедить европейских королей присоединиться к следующему крестовому походу.

### Седьмой крестовый поход
Хотя папа Иннокентий рассчитывал на Людовика IX Французского как на лидера нового крестового похода, Робер пытался привлечь Генриха III Английского. В 1247 году он отправил ему реликвию — кровь Христа, но попытка не увенчалась успехом.
В 1248 году Людовик прибыл на Кипр с Эдом де Шатуру, который заменил Робера в должности апостольского легата. В июне 1249 года Людовик вторгся в Египет, сразу захватил порт Дамиетта и оставался там до февраля 1250 года, когда двинулся на Каир. Однако он был разбит и пленён в битве при Фарискуре. Пленные находились в заключении до мая. В это время айюбидов сместили мамлюки. Робер прибыл вести переговоры об освобождении короля, но также был заключён в тюрьму, подвергнут пыткам и угрозам казни. В итоге мамлюки освободили Людовика, Робера и других пленников в обмен на огромный выкуп и сдачу Дамиетты. Крестоносцы вернулись либо во Францию, либо в Сен-Жан-д’Акр, где Людовик провёл следующие четыре года, укрепляя оборону королевства.

### Кончина
Весной 1254 года Людовик вернулся во Францию. Эд де Шатуру, заменивший Робера как легат, теперь исполнял обязанности патриарха. Робер, возможно, был слишком стар или болен, или не оправился от ран, полученных в египетском плену. Ему, вероятно, было более восьмидесяти лет; Жуанвиль называл его «старым и дряхлым» еще в 1250 году. Робер умер 8 июня 1254 года. Эд продолжал исполнять обязанности патриарха до своего отъезда осенью. Каноники Гроба Господня избрали его преемником Опицо деи Фьески, латинского патриарха Антиохии и племянника папы Иннокентия IV, но Иннокентий умер до утверждения выборов, и новый папа, Александр IV, назначил на этот пост епископа Вердена Жака Панталеона.